# Patricia Arriaga
Patricia Arriaga Jordán (CDMX, 1952) es fotógrafa, guionista , directora y productora de cine y televisión mexicana.

## Desarrollo
Se licenció en Ciencias de la Comunicación en la Universidad Iberoamericana y se doctoró en Economía Política por la New School  for Social Research, de Nueva York. Se formó como fotógrafa en el Parson School of Design de dicha ciudad, en la Escuela Activa de Fotografía, y en el Centro de la Imagen en México.
Ha sido ejecutiva  del canal Once TV, y directora de Once TV Niños,  donde produjo diversas series de televisión infantiles. Como ejecutiva, fue directora de Estrategia y Desarrollo del canal, siendo determinante su participación en las series de ficción del Canal Once. Desde Bravo, su productora, ha creado las series Fonda Susilla (2006), Los que llegaron, y la serie para adultos XY (2009-12). También ha dirigido las serie Malinche (2018) y Juana Inés de la Cruz (2016).
Como cineasta ha escrito, dirigido y producido los cortometrajes El pez dorado (2003) y La nao de China (2004); el mediometraje, Mujeres X, y los largometrajes La última mirada (2006) y Bacalar. La última mirada narra el encuentro entre un pintor ciego y una joven sirvienta y obtuvo diversos premios internacionales.
Es miembro del Segundo Consejo Consultivo del Instituto Federal de Telecomunicaciones (IFT). Es hermana del escritor, guionista y director de cine Guillermo Arriaga.

## Premios y reconocimientos
- Premio Internacional de Televisión para la Juventud otorgado por el Consejo de Europa, la Comunidad Europea y la UNESCO.[5]
- Premio Internacional de la crítica en el Festival Internacional de Cine de El Cairo, Mejor película en la categoría Women & Film del Festival Latino de San Francisco, y el premio del público en el Festival Internacional de Cine de Guadalajara al largometraje La última mirada (2006).[1]